# Stenopogon mediterraneus
Stenopogon mediterraneus är en tvåvingeart som beskrevs av Pavel Lehr 1963. Stenopogon mediterraneus ingår i släktet Stenopogon och familjen rovflugor. Inga underarter finns listade i Catalogue of Life.